# Färöische Fußballmeisterschaft 1968
Die Färöische Fußballmeisterschaft 1968 wurde in der Meistaradeildin genannten ersten färöischen Liga ausgetragen und war insgesamt die 26. Saison. Sie startete am 28. April 1968 mit dem Spiel von TB Tvøroyri gegen VB Vágur und endete am 1. September 1968.
Meister wurde Titelverteidiger KÍ Klaksvík, die den Titel somit zum dritten Mal in Folge und zum zwölften Mal insgesamt erringen konnten.
Im Vergleich zur Vorsaison verschlechterte sich die Torquote auf 5,21 pro Spiel. Den höchsten Sieg erzielte KÍ Klaksvík mit einem 9:3 im Heimspiel gegen TB Tvøroyri, was zugleich das torreichste Spiel darstellte.

## Modus
In der Meistaradeildin spielte jede Mannschaft an acht Spieltagen jeweils zweimal gegen jede andere. Die punktbeste Mannschaft zu Saisonende stand als Meister dieser Liga fest, eine Abstiegsregelung gab es nicht.

## Saisonverlauf
Sowohl B36 Tórshavn als auch KÍ Klaksvík gewannen ihre ersten beiden Spiele und trennten sich im direkten Duell 1:1. HB Tórshavn verlor hingegen das erste Spiel mit 1:2 gegen B36, danach gelangen vier Siege in Folge, darunter auch ein 1:0-Erfolg bei KÍ. Währenddessen schlug KÍ Klaksvík zu Hause B36 Tórshavn mit 3:1, so dass HB Tórshavn an der Spitze stand. Nach einem 0:3 im Rückspiel gegen B36 musste HB die Tabellenführung wieder abgegeben. B36 holte aus den letzten beiden Partien nur einen Punkt, KÍ zwei Siege, darunter ein 3:1 am letzten Spieltag im direkten Duell bei HB, was den Meistertitel bedeutete.

## Abschlusstabelle
| Pl. | Verein             | Sp. | S | U | N | Tore    | Quote | Punkte |
| --- | ------------------ | --- | - | - | - | ------- | ----- | ------ |
| 1.  | KÍ Klaksvík (M, P) | 8   | 6 | 1 | 1 | 036:140 | 2,57  | 13:30  |
| 2.  | B36 Tórshavn       | 8   | 4 | 2 | 2 | 020:130 | 1,54  | 10:60  |
| 3.  | HB Tórshavn        | 8   | 5 | 0 | 3 | 020:150 | 1,33  | 10:60  |
| 4.  | VB Vágur           | 8   | 1 | 2 | 5 | 018:360 | 0,50  | 04:12  |
| 5.  | TB Tvøroyri        | 8   | 0 | 3 | 5 | 017:330 | 0,52  | 03:13  |

Platzierungskriterien: 1. Punkte – 2. Torquotient
| (M) | Meister 1967     |
| (P) | Pokalsieger 1967 |

## Spiele und Ergebnisse
|              | B36 | HB  | KÍ  | TB  | VB     |
| ------------ | --- | --- | --- | --- | ------ |
| B36 Tórshavn |     | 2:1 | 1:1 | 3:3 | 1:2    |
| HB Tórshavn  | 0:3 |     | 1:3 | 4:3 | 6:1    |
| KÍ Klaksvík  | 3:1 | 0:1 |     | 9:3 | 0-:- 1 |
| TB Tvøroyri  | 1:3 | 0:3 | 2:6 |     | 1:1    |
| VB Vágur     | 2:6 | 3:4 | 2:5 | 4:4 |        |

## Spielstätten
| Mannschaft   | Stadion        | Spielort |
| ------------ | -------------- | -------- |
| B36 Tórshavn | Gundadalur     | Tórshavn |
| HB Tórshavn  | Gundadalur     | Tórshavn |
| KÍ Klaksvík  | Við Djúpumýrar | Klaksvík |
| TB Tvøroyri  | Sevmýri        | Tvøroyri |
| VB Vágur     | Á Eiðinum      | Vágur    |

## Nationaler Pokal
Im Landespokal gewann HB Tórshavn mit 2:1 gegen B36 Tórshavn. Meister KÍ Klaksvík schied im Halbfinale mit 1:2 gegen B36 Tórshavn aus.